# Amt Utphe
Das Amt Utphe war ein Amt der Grafen von Solms-Laubach und nachfolgend im Großherzogtum Hessen.

## Funktion
In der Frühen Neuzeit waren Ämter eine Ebene zwischen den Gemeinden und der Landesherrschaft. Die Funktionen von Verwaltung und Rechtsprechung waren hier nicht getrennt. Dem Amt stand ein Amtmann vor, der von der Landesherrschaft eingesetzt wurde. 

## Geschichte
1528 kaufte Graf Philipp von Solms-Lich für 2.000 fl. den Hof in Utphe samt Zinsen zu Ober-Bessingen, Ettingshausen, Gonterskirchen, Laubach und Trais-Horloff. Das Amt Utphe gehörte in der frühen Neuzeit zur Grafschaft Solms-Laubach. Es bildete sich sogar für eine kurze Zeit eine eigene Linie der Grafschaft Solms-Laubach mit Solms-Laubach-Utphe heraus. Die Brüder Friedrich Ernst (1671–1723) und Carl Otto (1673–1743) von Solms-Laubach vereinbarten, dass Carl Otto das Amt Utphe übernahm. Dessen Sohn Carl Ludwig (1704–1762) starb unverheiratet und kinderlos. Damit fiel das Amt an Laubach zurück.
Zwischen 1741 und 1744 wurden die sogenannten Betteljuden in der Grafschaft Solms-Laubach und im Amt Utphe vom Wegzoll befreit. 1785 wurde eine Zunft für jüdische Metzger und Schlachter im Amt gegründet.
Mit der Rheinbundakte von 1806 fiel die staatliche Hoheit über die Grafschaft Solms-Laubach dem Großherzogtum Hessen zu. Dieses gliederte das Gebiet in das Fürstentum Oberhessen (ab 1816: „Provinz Oberhessen“) ein, war allerdings an die Einschränkung gebunden, dass dem Grafen der Rang eines Standesherren verblieb und er dort weiter hoheitliche Rechte in Verwaltung und Rechtsprechung ausübte. Diese eigenständige Souveränität störte selbstverständlich den Anspruch des Großherzogtums auf das staatliche Gewaltmonopol.
Ab 1820 kam es im Großherzogtum Hessen zu Verwaltungsreformen. 1821 wurden auch auf unterer Ebene Rechtsprechung und Verwaltung getrennt und alle Ämter aufgelöst. Für die bisher durch die Ämter wahrgenommenen Verwaltungsaufgaben wurden Landratsbezirke geschaffen, für die erstinstanzliche Rechtsprechung Landgerichte.
Wegen der querliegenden Rechte der Standesherren dauerte das in einigen der von ihnen regierten Gebiete bis 1822, so auch im Bereich Solms-Laubach: Mit Allerhöchster Entschließung seiner Königlichen Hoheit des Großherzogs vom 24. April 1822 wurde das ehemals gräflich solms-laubachische Amt Utphe aufgelöst und dessen Verwaltungsaufgaben auf den neu gebildeten Landratsbezirk Hungen, dessen Aufgaben in der Rechtsprechung dem Landgericht Hungen übertragen.

## Bestandteile
Zum Amt Utphe gehörten zum Zeitpunkt seines Übergangs an das Großherzogtum Hessen 1806:
- Inheiden[8],
- Solmscher Anteil an der Herrschaft Münzenberg[9]
- Trais-Münzenberg[10][Anm. 1]
- Trais-Horloff[11],
- Utphe[12] und
- Wohnbach[13].

## Recht
Im Amt Utphe galt das Solmser Landrecht. Das Gemeine Recht galt nur noch, wenn das Solmser Landrecht für einen Sachverhalt keine Bestimmungen enthielt. Das Solmser Landrecht blieb auch, als das Amt Utphe zum Großherzogtum Hessen gehörte, dort weiter geltendes Recht, das erst zum 1. Januar 1900 das einheitlich im ganzen Deutschen Reich geltende Bürgerliche Gesetzbuch ablöste.

## Amtssitz

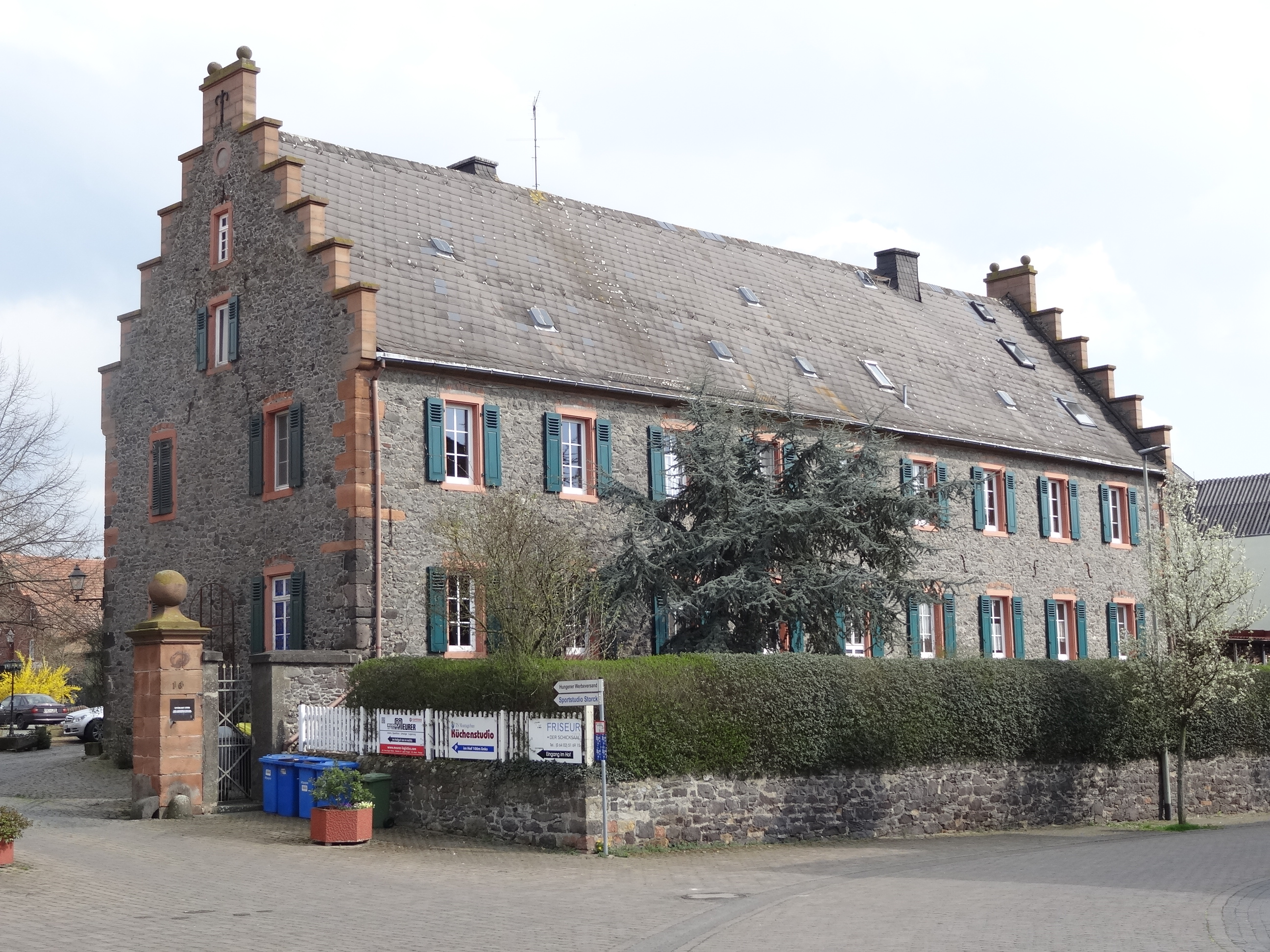
Solmsisches Hofgut

Amtssitz war das Solmsische Hofgut auch als „Utpher Schloss“ bekannt. Der 1707 erbaute Gebäudekomplex steht unter Denkmalschutz.